# Leptarctus
Il leptarcto (gen. Leptarctus) è un mammifero carnivoro estinto, appartenente ai mustelidi. Visse tra il Miocene medio e il Miocene superiore (circa 15 - 6 milioni di anni fa) e i suoi resti fossili sono stati ritrovati in Nordamerica e in Asia.

## Descrizione
Questo animale doveva essere simile a un tasso, o forse a un procione con il corpo allungato. Le caratteristiche dentarie e craniche di questo animale sono uno strano miscuglio che ha per lungo tempo confuso gli studiosi. Alcune caratteristiche, come l'assenza di un secondo molare superiore, sono tipiche dei mustelidi. Altre, come la riduzione dei denti carnassiali, il loro aspetto triturante e la forma del primo molare superiore ricordano i procionidi. 
Il cranio di Leptarctus era dotato di una doppia cresta sagittale; il muso era corto e le arcate zigomatiche erano particolarmente robuste. Erano presenti proiezioni ossee delle bolle timpaniche che si estendevano ventralmente, ed era presente un processo postglenoide vicino alle bolle timpaniche. Il meato uditivo esterno era aperto posteriormente. I primi premolari, superiore e inferiore, erano scomparsi, e il quarto premolare superiore era dotato di un cingulum interno. I canini inferiori erano dotati di solchi. La mandibola era dotata di un processo coronoide ingrandito, e la fossa del massetere era profonda. Lo scheletro postcranico era caratterizzato da metatarsi particolarmente allungati.

## Classificazione
Il genere Leptarctus venne descritto per la prima volta nel 1856 da Joseph Leidy, sulla base di resti fossili provenienti dal Dakota del Sud. La specie tipo, Leptarctus primus, era inizialmente nota solo per un molare di forma insolita, ma successivamente vennero attribuiti a questa specie resti più completi rinvenuti anche in Nebraska e in Colorado. Al genere Leptarctus sono state in seguito attribuite una gran quantità di specie di varie dimensioni, per lo più provenienti dagli Stati Uniti occidentali e centrali (L. ancipidens, L. desuii, L. martini, L. mummorum, L. oregonensis, L. progressus, L. supremus, L. webbi, L. woodburnei, L. wortmani), molte delle quali sono state descritte dopo il Duemila. Un'altra specie attribuita a Leptarctus (L. neimenguensis) proviene dalla Mongolia Interna (Cina), a testimonianza della notevole distribuzione geografica di questo genere di carnivori. 
Leptarctus è il genere eponimo dei Leptarctinae, un gruppo di carnivori dalle affinità incerte, probabilmente appartenenti ai mustelidi, ma dotati di alcune caratteristiche convergenti con i procionidi; sembra che Leptarctus e le forme simili siano rappresentanti di una branca laterale di mustelidi piuttosto specializzati, estintisi alla fine del Miocene. Affini a Leptarctus erano il nordamericano Craterogale e l'europeo Trocharion.

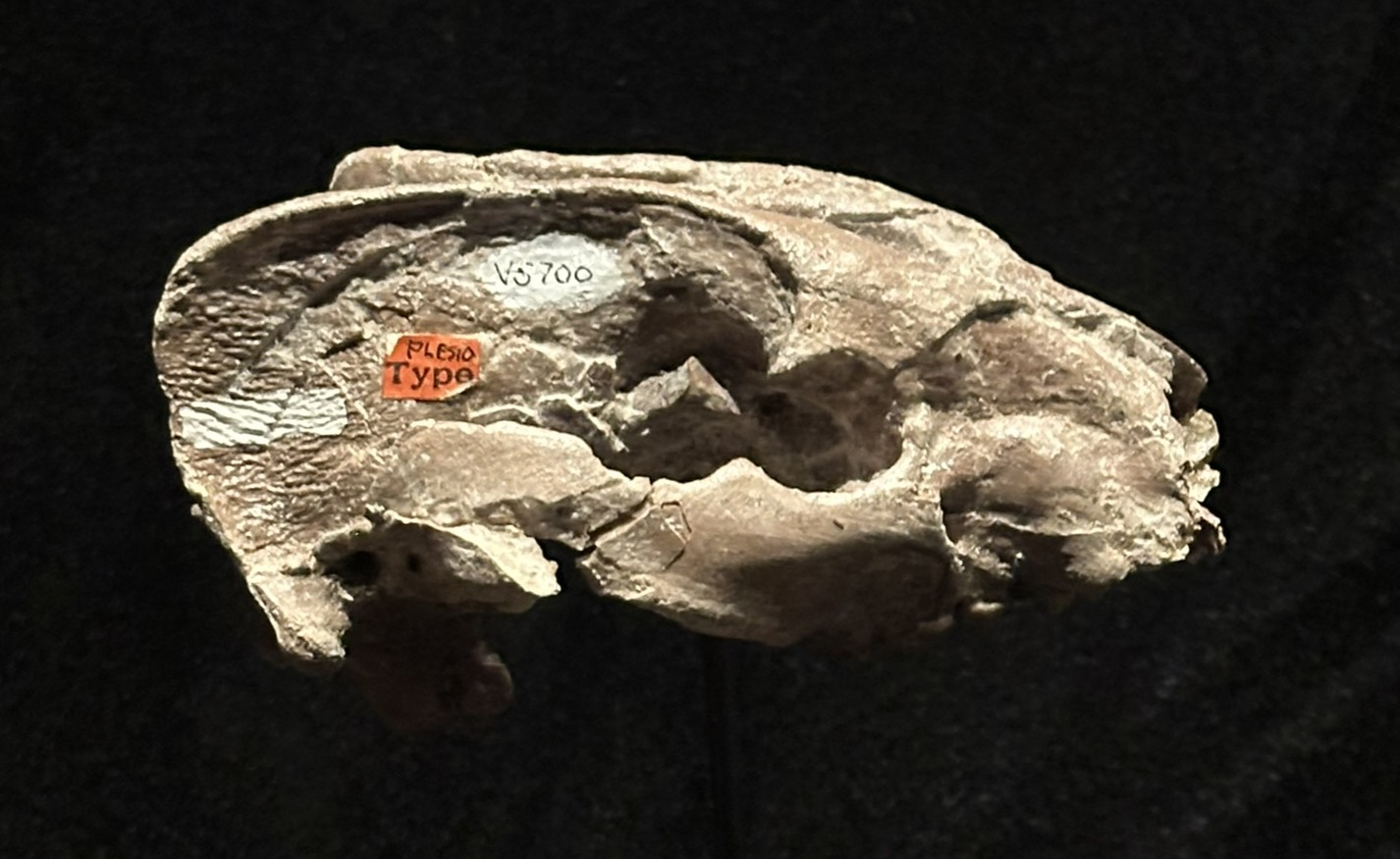
Cranio di Leptarctus ancipidens

## Paleoecologia
Sembra che almeno alcune specie di Leptarctus (come L. desuii) avessero una dieta primariamente erbivora; la forma dei molari suggerisce che questi animali si cibavano di foglie e di frutta (Lim e Martin, 2001a). Altre specie, come la piccola L. oregonensis o la grande L. mummorum, erano invece più tipicamente onnivore, anche se la funzione dei molari restava triturante (Calede et al., 2018). La specie tipo L. primus, invece, sembrerebbe aver avuto una dieta principalmente carnivora, con occasionali tendenze onnivore, e l'ecologia della nutrizione di questa specie doveva essere molto simile a quella dell'odierno tasso americano (Taxidea taxus) (Prybyla et al., 2019).